# 道孚県
道孚県（どうふ-けん、タウ、rta'u）は中国四川省カンゼ・チベット族自治州東部に位置する県。東は丹巴県、西は新龍県、南は康定市と雅江県に、北は炉霍県と阿壩州の金川県・壌塘県に接する。
県城は鮮水鎮にあり、カンゼ州州都康定（ダルツェド）からは219km、四川省省都成都からは585km。タウ（道孚）はかつて「道塢」という漢字をあてられていた。これはチベット語で「馬」を意味する。

## 地理

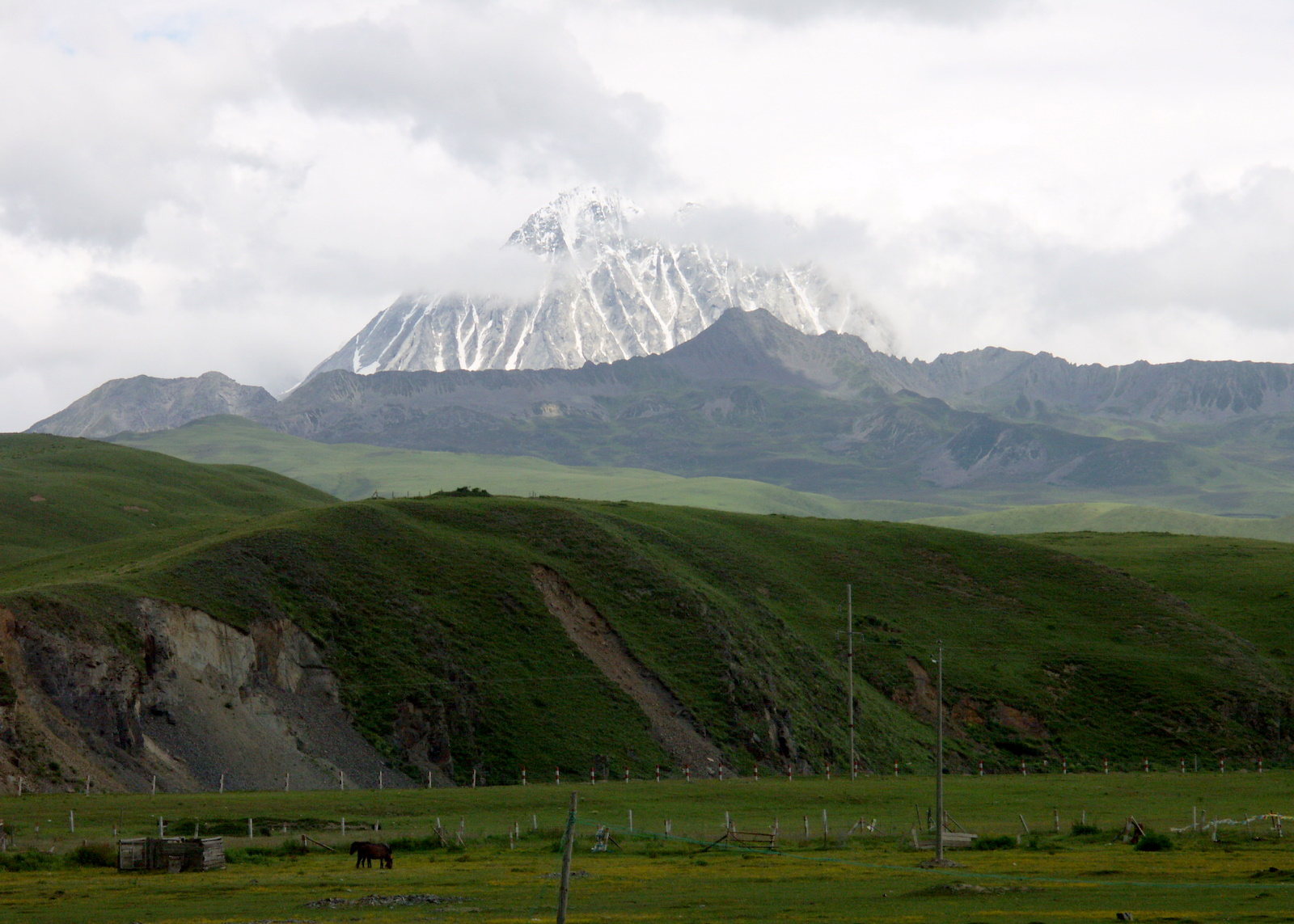
康定市の塔公草原からチベット人の聖山・ヤラ山（亜拉山）を望む。山自体は道孚県と丹巴県の境界線上にある

タウは四川省西部のチベット高原東端に位置する。大雪山脈の北部が走り、地形は複雑である。地勢は東北が高く東南が低く、県内の最高峰はチベットの聖山の一つである雪をかぶったヤラ山（埡拉山、海子山とも）で海抜は5,820mに達する。南部の峡谷地区は海抜2,670mと県内最低地点になっている。
大雪山脈は県を南北に分ける分水嶺である。山脈の北は沙沖河、玉曲河などが北東方向に流れ、大渡河へと流れる。山脈の南部では鮮水河、柳日河、慶大河などが南東へ流れ雅礱江へと合流する。いずれの川も長江の支流である。
タウはチベット高原の亜湿潤気候区に属し、高原や河谷は冷帯気候である。年平均気温は7.8度で、1月平均気温は2.5度、7月平均気温は16度、年降水量は56mmである。この地方の植生は亜熱帯高山常緑樹および高原冷帯草原となっている。モミ、トウヒ、ツガ、カシワ、カバノキなどのほか、中国国内でも少ない埡拉紅杉の原生林がある。またレイヨウ、シロミミキジ、マカク、レッサーパンダ、クチジロジカ、ヒョウ、キバノロなどの希少動物が住む。古くから材木の産地として知られているが、丸裸になってしまった山も多い。リンゴの産地としても有名。
タウ県の八美鎮には「八美石林」があり、中国でも数少ないマイロナイト（糜棱岩）の土石林（石が石柱のように林立した地形）になっている。八美石林は地面から黒い岩が尖塔のように突き出しており周囲の草原とコントラストをなし、華南の石灰岩のカルスト地形とも異なった景観になっている。

## 歴史
タウ（道孚）は中国とチベットの勢力がぶつかる地であった。隋朝には附国に属したが唐代には吐蕃に属している。明代には長河魚通寧遠宣慰司（明正土司）の支配地となった。康熙四十年（1701年）、清朝廷は境内の十の土百戶から冊封を受けた。雍正七年（1729年）、境内は明正、丹東、麻書、孔撒の四つの土司（異民族の世襲の統治者）が分割し、清は彼らを通じた間接支配を行った。
清末期になると間接統治から中国の直接統治への模索が始まった。宣統三年（1911年）、この地には道塢設治局が設けられ、1912年には道塢県が設けられ、翌1913年には道孚県と改名され川辺特別行政区に属した。民国14年（1925年）には川辺特別行政区は西康特別行政区に改編され、民国24年（1935年）には道孚に西康宣慰使公署が設けられた。
1936年、紅軍は長征の過程でタウを通過し、道孚県博巴政府（チベット人政府、「博巴」は「チベット人（bod pa、プーパ）」の漢字転写）を設け、各郷にも郷級博巴政府を設置させた。1950年、道孚は西康省チベット族自治区に属し、1955年の西康省撤廃後は四川省カンゼ・チベット族自治州に属した。1978年には近くの乾寧県が廃止され、協徳、扎壩の2区は道孚県に移されている。

## 行政区画
2000年の道孚県人口は44,848人で、そのうちチベット族が89%を占めた。その他漢族、羌族、回族、苗族などがいる。
| 区分 | 数 | 名称                                                          |
| ---- | -- | ------------------------------------------------------------- |
| 鎮   | 7  | 鮮水 八美 亜卓 玉科 仲尼 泰寧 瓦日                            |
| 郷   | 12 | 麻孜 孔色 葛卡 扎拖 下拖 木茹 甲斯孔 七美 銀恩 龍燈 色卡 沙沖 |

## 文化
タウとその属するカンゼ・チベット族自治州は、広義のチベットのカム地方に属し、中国語では康巴（カンパ）とも称される。生活習慣や風俗などはカムのチベット文化が中心になっている。主な宗教はチベット仏教である。タウには木造のチベット式住居が多く、外の質素さに比べ内部は華麗に装飾されている。
タウ県内のヤラ山（埡拉神山）はチベットの世界観のうち、世界を形成する九つの聖山のうちの第二の山であり、第一の聖山であるカイラス山（カンリンポチェ、崗仁布欽）に次ぐ地位を占める。
恵遠寺はチベット仏教のゲルク派（黄教）の重要な僧院で、清の雍正七年（1792年）に清朝の支出によりダライ・ラマ7世（ケルサン・ギャツォ）が建立した。7世はここに7年間住み、ジュンガルのチベット侵入から避難していた。タウはダライ・ラマ11世（ケードゥブ・ギャツォ）の出生地でもある。

## 交通

### 道路
国道
- G350国道（中国語版）

## 健康・医療・衛生
- 道孚県人民医院